# Istebna
Istebna es el municipio de Cieszyn distrito en Voivodato de Silesia. La superficie es de 47,41km² y tiene una población de 5007 (hombres: 2459, mujeres: 2548), es decir, una densidad de población de 105,6 hab./km².
El turismo del pueblo está situado en Silesia Beskid cerca de la frontera con República Checa y Eslovaquia, en ladera de Złoty Groń (Montaña de Oro) a la altura de 590-620m. Es un paisaje principal de este terreno montañoso con repoblación forestal. En Istebna fluye Olza rio junto con Jaworzynka y Koniaków formando los llamados Beskidzka Trójwieś (Tres-pueblos de Beskidy). 
En Istebna vivió un alpinista polaco Jerzy Kukuczka entre (1948-1989) muy conocido, segundo hombre, después de Reinhold Messner, en coronar los catorce pisos con altura superior a ocho mil metros que existen en la Tierra; Ludwik Konarzewski (1885-1954) es pintor y escultor; Jan Wałach (1884-1979) es un artista gráfico, pintor y escultor, maestro del grabado en madera y Emanuel Grim (1883-1950) es un sacerdote católico, escritor, trabajador social y político.

## Historia
El primer libro “urbarz” contiene una lista de los activos y obligaciones del arrendador. En 1577 no menciona el nombre de Istebna, pero está en la referencia, lo que se refiere a las tasas, que tiene pago un aldeano de Piosek por prado en Istebna. Otro “urbarz” es de 1621 donde menciona el nombre de Istebna, en este “urbarz” se da el censo de todos los colonos y sus deberes con el Príncipe válido hasta el 11 (XI) de 1643. En estas fechas se hacen los nombres y documentos de los años 1583, 1618, 1619; Jistebna 1583, Gistebna 1621, Gystebna 1643, Istebne 1724, Istebna 1750 y 1804.
En los años 1621-1643 se forma la organización del pueblo; los colonos de Istebna se vieron obligados a dar al duque de Cieszyn la producción de tejas (de madera), así, como cortar la madera y flotar en el río Olza en Cieszyn. La madera de Istebna, se utilizó para construir la Muralla de Jablunkov (fortificaciones y defensas). Los primeros colonos llegaron a Istebna en las zonas del oeste de la Alta Silesia (entre otras cosas Kohut de Mosty), estableciendo los pastores – Wołosi. Lo más probable es que llegaron de las zonas de Eslovaquia, donde llevó el nombre del pueblo de Istebna, ya que, en el pueblo del siglo XII era llamado Istebne (en la región de Orava). En Wołosi inicios del pastoreo local resultó ser mucho más rentable que la agricultura (los suelos no son fértiles). Poco después de formar Istebna, los locales montañeses de Silesia ya tenían tres majados en las montañas, donde más de 1100 de ganados (principalmente ovejas). El pastoreo era, la principal ocupación de los habitantes hasta mediados del siglo XIX.
El primer sello del municipio fue en 1702, representa una cabra donde mueve el árbol, simboliza la larga lucha entre el consejo de administración del patrimonio del príncipe y la cría de cabras por los montañeses y el pastoreo en los bosques. En 1716 en Jablunkov llega un jesuita sacerdote llamado Leopold Tempes con la misión de convertir el catolicismo a los montañeses locales. Pronto llega a Istebna, donde en 1720 construye una capilla de madera, cerca de la escuela. Los costos mensuales de traer un sacerdote y conservar un profesor son apoyados tanto por protestantes como católicos.
En 1794, los esfuerzos de Tempes llevó a la creación de una nueva iglesia de ladrillo del “Buen Pastor ascender al cielo”. Según, el censo austriaco de 1900, en 379 edificios, en la zona de 4.828 hectáreas de Istebna, estaba habitada por 2.212 personas, una densidad de población igual a 45,8 hab./km². Con esto en 2083, el 94,2% eran católicos residentes, 123 (5,6%) protestantes y 6 (0,3%) pertenecían al judaísmo. 2200 (99,5%) eran polacos y 11 (0,5%) hablaban alemán.
En 1910, el número de edificios aumento en 396 contando con 2245 residentes. Después de la caída del Imperio austrohúngaro y la guerra checoslovaco-polaca de Silesia en 1919; el pueblo por decisión del Consejo de Embajadores, se concedió a Polonia.
Las nuevas fronteras separados por Istebna de su centro administrativo – Jablunkov y abriendo el camino del Kubalonka sucedió en 1932 para conectar el pueblo con el resto de la parte de Śląsk Cieszyński.
En 1930, fue consagrada la iglesia protestante situada en el extremo oriente del pueblo y en 1937 en Kubalonka se inauguró el Centro de Enfermedades de los pulmones de los niños y jóvenes.
- Datos: Q1472027
- Multimedia: Istebna / Q1472027

1. ↑  Worldpostalcodes.org,código postal n.º 43-470.